# Aubinger Lohe

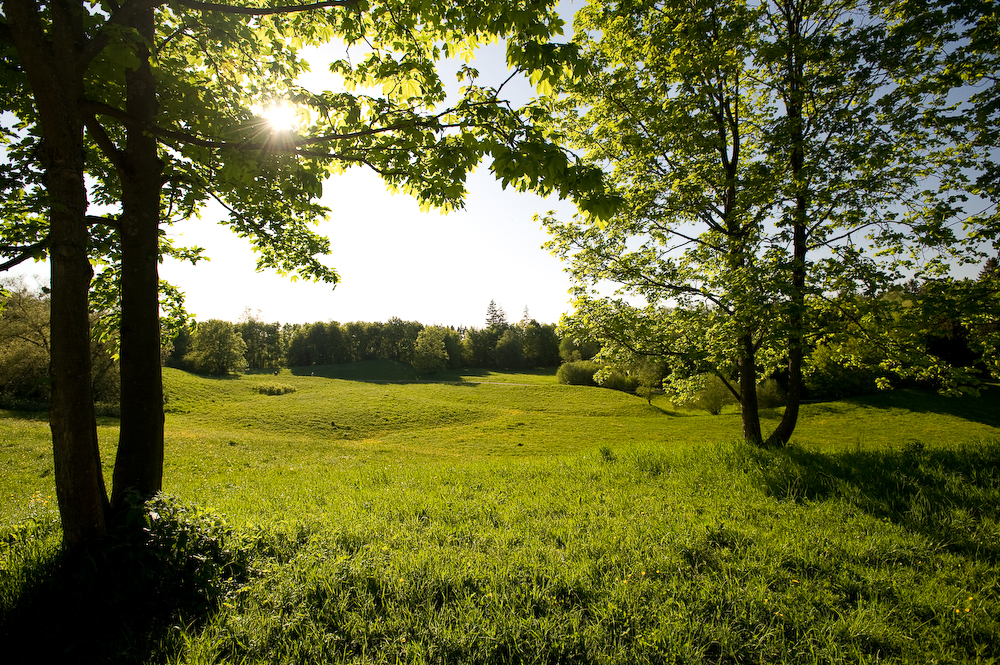
Blick über die Aubinger Lohe

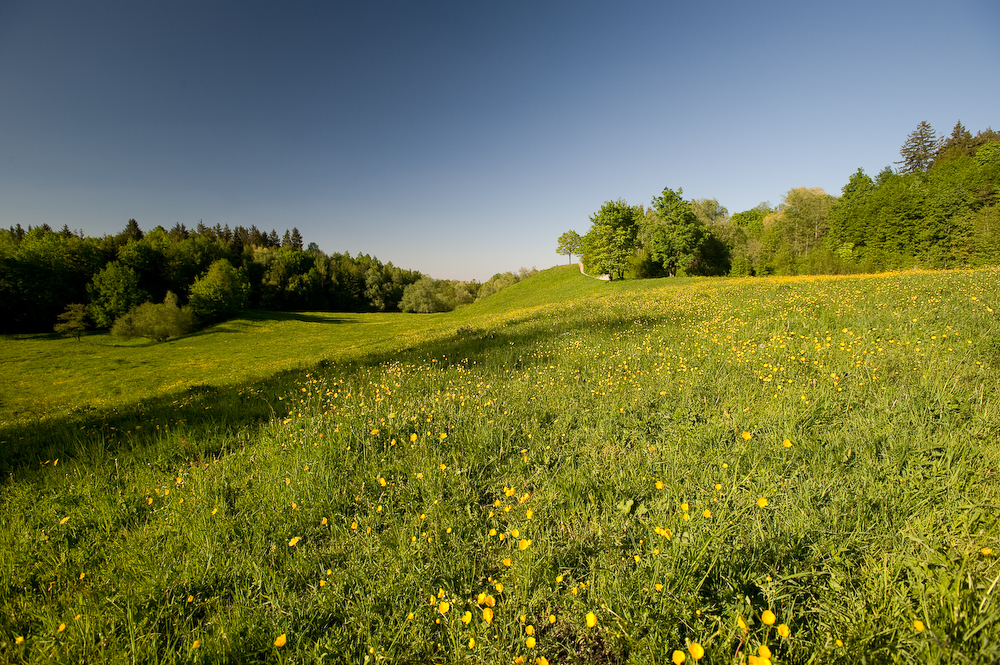
Die Wiesen am Nordrand der Aubinger Lohe

Die Aubinger Lohe ist ein Waldgebiet auf einem Hügel am westlichen Rand von München in Deutschland. Sie zählt zum Münchner Grüngürtel. Seit der Aufforstung mit Fichten handelt es sich jedoch nicht mehr um eine Lohe im Sinne einer Landschaftsbeschreibung.

## Beschreibung
Die Aubinger Lohe liegt vollständig auf dem Gebiet der Stadt München und wird im Norden vom Stadtteil Lochhausen, im Südosten vom Stadtteil Aubing und ansonsten von Wiesen und Feldern umgeben. Am südlichen Rand wird sie von der Bahnstrecke München–Fürstenfeldbruck und einer parallel dazu verlaufenden Nebenstraße durchschnitten. Ihr Hauptteil ist ungefähr 1,8 km lang und 1,2 km breit, ihre Gesamtfläche beträgt ca. 6,2 km². An den Feldern, die an den Ostrand anschließen, beginnt der Lohwiesengraben, ein Zufluss des Langwieder Bachs, im Westen fließt der Erlbach vorbei: beide münden ein paar Kilometer weiter nördlich in den Gröbenbach.
Der Hügel ist die einzige nennenswerte natürliche Erhebung, die in der Münchner Schotterebene aufragt. An seiner höchsten Stelle liegt er  541 m über dem Meeresspiegel und erhebt sich etwa 25 Meter über sein Umland. Entstanden ist er zum Ende der Riß-Kaltzeit. Während in der umgebenden Ebene der Boden in großem Maß durch die Gletscherschmelzwässer abgetragen wurde, verblieben die tertiären Sande der Aubinger Lohe dort, wo sie vor etwa 15 Millionen Jahren abgelagert wurden.
Im Süden und Südosten der Aubinger Lohe wurden Siedlungsspuren aus Bronze-, keltischer und römischer Zeit gefunden, sowie zwei Keltenschanzen. Im Nordosten liegt auf dem Hügel der Aubinger Burgstall; beide sind sagenumwoben und werden im Umland auch Teufelsberg beziehungsweise Teufelsburg genannt.
Ökologisch wertvoll ist die Aubinger Lohe aufgrund der Weiher auf dem Gelände einer aufgelassenen Ziegelei-Tongrube an ihrem Nordrand. Biotope finden sich dort, aber auch um den Burgstall und an den Rändern des Waldgebietes. Die Aubinger Lohe ist Teil des bayerischen Landschaftsschutzgebietes LSG-00120.02 „Aubinger Lohe und Moosschwaige mit Erweiterung“ mit einer Fläche von 624 Hektar.